# Бассейная улица (Зеленогорск)
Бассе́йная у́лица — улица в городе Зеленогорске Курортного района Санкт-Петербурга. Проходит от Приморского шоссе до Среднего проспекта. Далее продолжается Средним проспектом.
Первоначально, с 1920-х годов, улица носила название Oivakatu, что переводится с финского языка как Чудная улица.
Бассейной улица стала после войны.[когда?]

 Происхождение этого топонима не установлено.

## Перекрёстки
- Приморское шоссе
- Средний проспект
- Овражная улица
- Экипажная улица